# ソルヴェイグ・ヤコブセン

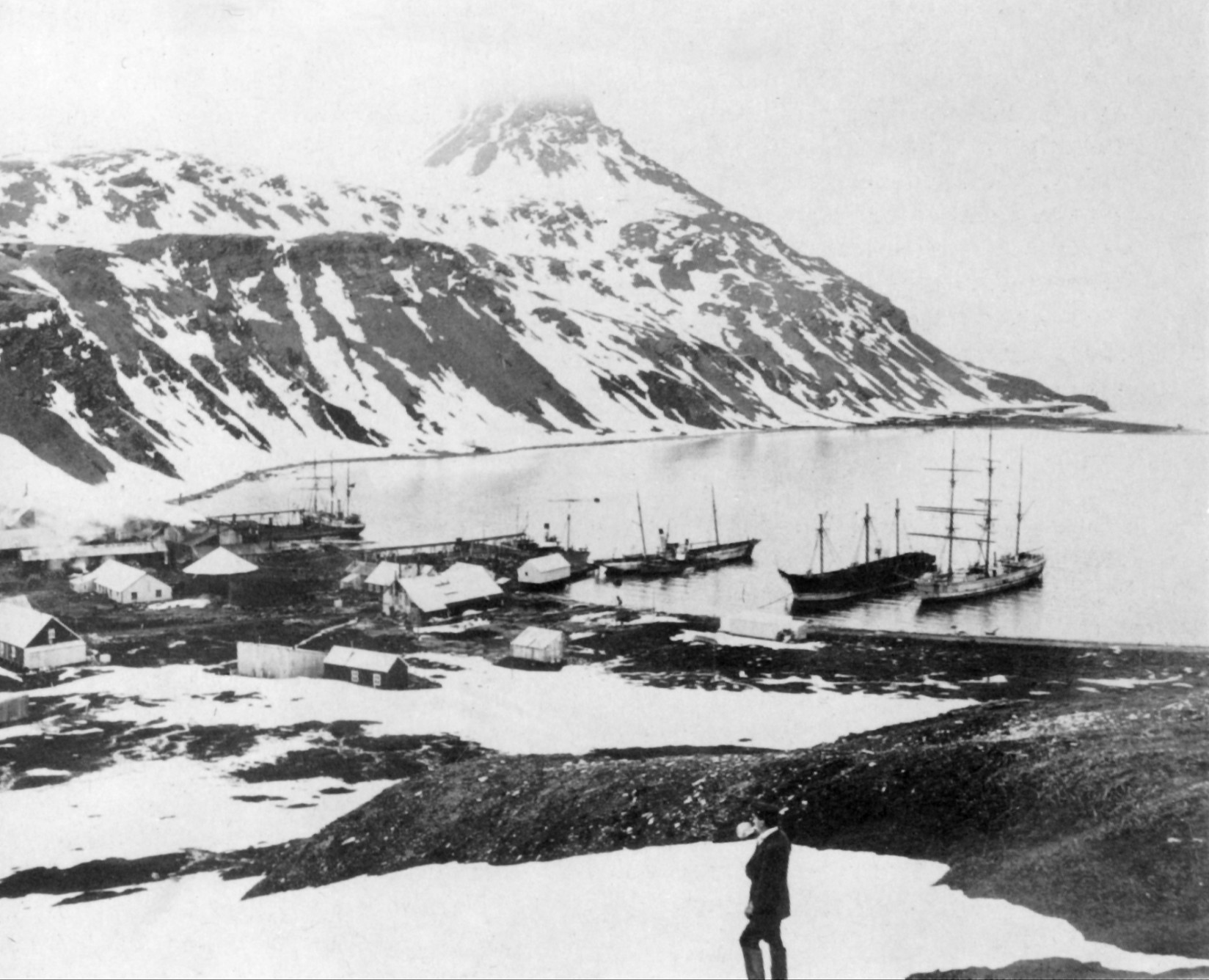
グリトビケン

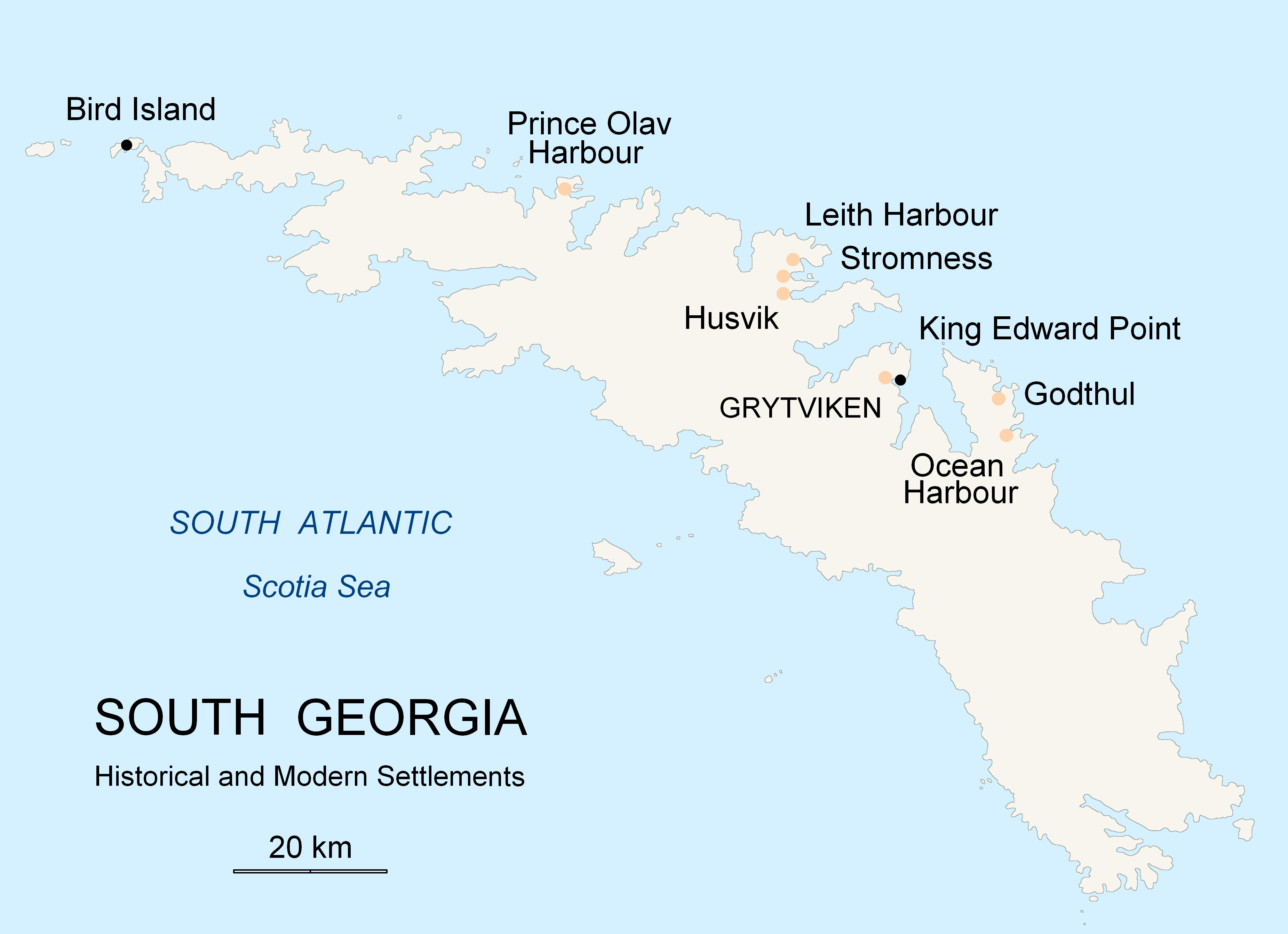
サウスジョージア島におけるグリトビケンとその他の集落の位置

ソルヴェイグ・ヤコブセン (Solveig Gunbjørg Jacobsen、1913年10月8日 - 1996年10月25日)は、1913年にイギリス領サウスジョージア島の最大都市グリトビケンで生まれた人物であり、南極収束線より南で生まれ育った初めての人物として知られる。
ソルヴェイグの父であるフリットヨフ・ヤコブセン(1874年 - 1953年)は1904年に幹部補佐になるためにサウスジョージア島に移住し、1914年から1921年までグリトビケンの捕鯨基地で幹部を務めた。フリットヨフと妻のカララ・オレッテ・ヤコブセンの間には他にザイネ・フォン（旧姓ヤコブセン）とエーセ・ヤコブセンの2人の娘が生まれたが、この2人の両方ともサウスジョージア島で生まれている。ソルヴェイグの誕生は当時サウスジョージア島の有給治安判事であったジェームズ・ウィルソンによって認定された。

## 南極で生まれ育った初めての人物
ソルヴェイグ・ヤコブセンは南極で生まれ育った初めての人物であるとされている。これは、サウスジョージア島が南極収束線の南側に位置するために通常亜南極の島だと考えられており、必然的に南極の一部として取り扱われていることが理由である。なお、南極収束線の南で生まれたというだけであれば、1859年3月11日にケルゲレン諸島で生まれたオーストラリア人のジェームス・ケルゲレン・ロビンソンが最初であった。
南極条約では、南極を南緯60度線以南にある全ての陸地と定義している。ヤコブセンの生まれたサウスジョージア島とロビンソンの生まれたケルゲレン諸島はどちらも南緯60度線より北にあり、南極条約の対象となる地域ではない。南極条約の対象となる地域並びに南極大陸本土で生まれた初めての人物は、1978年にアルゼンチンのエスペランサ基地で生まれたエミリオ・パルマである。

## 死去
1996年10月25日、ヤコブセンはアルゼンチンのブエノスアイレスにて83歳で死去した。遺体はノルウェーのモルデに埋葬された。

## ヤコブセンにちなんで命名された事物
南極大陸の最高峰、ヴィンソン・マシフ山にあるヤコブセン谷はソルヴェイグ・ヤコブセンにちなんで命名された。